# Nancy Chodorowová
Nancy Chodorowová (* 20. ledna 1944 New York City, New York, USA) je americká feministka, teoretička genderu a psychoanalýzy. Je považována za zakládající vědkyni teorie feminismu druhé vlny na základě její knihy The Reproduction of Mothering (1978). Tato kniha získala v roce 1979 cenu Jessie Bernard Award.
Pokusila se uchopit dílo Sigmunda Freuda z pozic feminismu. Za tím účelem přeformulovala jeho teorii oidipovského komplexu – v něm se na výsledných procesech tvorby identity podle ní nepodílejí jen touhy a obavy dítěte, ale i touhy a obavy rodičů. Dítě v oidipovském komplexu nezvnitřní jen princip autority, jak se domníval Freud (Superego), ale i rodičovské představy o sobě – včetně představy o genderu. Gender tak je dílem spíše kultury než dítěte.
V souvislosti s oidipovským komplexem Chodorowová rovněž tvrdí, že důvodem, proč je identita žen mlhavější než identita mužů, a proč jsou ženy méně nezávislé – obě pohlaví totiž údajně prožívají proces separace a individuace se stejnou figurou, s matkou. Chlapci ovšem vnímají svou odlišnost od matky, proto si samozřejměji osvojují nezávislou identitu. Dívky naopak vnímají podobnost mezi sebou a matkou, a tak snadněji regredují k fantaziím o splynutí.
Muži mají podle ní v patriarchátu, kde je mateřská péče vyhrazena ženám, strach z matek. Proto v politické rovině prosazovala větší zapojení mužů do péče o dítě. Přílišná vázanost ženy na mateřství je podle Chodorowové také zásadním důvodem, proč v západní kultuře převládá vzorec dominantního muže a zároveň muže dehonestujícího z obranných důvodů ženu (kvůli strachu z pohlcení matkou v dětství).

## Životopis
Narodila se 20. ledna 1944 v New Yorku. V roce 1977 se provdala za profesora ekonomie Michaela Reicha, se kterým se v roce 1996 rozvedla. Roku 1966 úspěšně dokončila bakalářská studia na Radcliffe College. Následně v roce 1975 získala doktorský titul ze sociologie na Univerzitě v Brandeis.

## Dílo

#### The Reproduction of Mothering
Tato kniha se stala průlomovou v americkém pojetí feminismu a psychoanalýzy v 80. letech minulého století. Dodnes je uznávána jako jeden ze stavebních kamenů moderního feminismu. Autorka zde popisuje vztah matky a dcery, který je mnohem silnější, jelikož dcera si nechává matku jako primární objekt po celou dobu dospívání. Popisuje dělbu práce a přenášení mateřských povinností jako záměrnou socializaci. V pozdně kapitalistické společnosti pomohla tato psychologická socializace k nerovnosti žen ve společnosti. Autorka ale tyto zvyklosti vyvrací a ukazuje, že muži jsou ve skutečnosti stejně schopní mateřské výchovy jako ženy, ale zabraňuje tomu společnost zaměřená na ekonomiku, ve které dominují muži.

#### Nancy Chodorow and The Reproduction of Mothering Forty Years On
Tato kniha analyzuje význam knihy The Reproduction of Mothering a přibližuje ji nové generaci. Kniha obsahuje práce mezinárodně uznávaných sociologických vědců.

#### The Psychoanalytic Ear and the Sociological Eye: Toward an American Independent Tradition
Autorka v knize propojuje svá dvě zaměření - na psychoanalýzu a na sociologii (v tradiční nezávislé americké společnosti). Podává svůj pohled na propojení těchto dvou sfér sociálního světa.

#### The Power of Feelings: Personal Meaning in Psychoanalysis, Gender, and Culture
V psychoanalytické teorii tvrdí, že psychoanalýza, která vychází z bezprostřednosti nevědomé fantazie a pocitů nalezených v klinickém setkání, může osvětlit naše chápání individuální subjektivity a potenciálně transformovat veškeré sociokulturní myšlení.

#### Femininities, Masculinities, Sexualities: Freud and Beyond
V této knize autorka popisuje nedostatky v rozdělení heterosexuality a dominance. Vrací se k psychoanalýze podle Sigmunda Freuda a tvrdí, že je nutná individuální specifičnost pohlaví a na základě plurality maskulinit a feminit můžeme porozumět různým sexualitám.

#### Feminism and Psychoanalytic Theory
Kniha popisuje ovlivňování jedince genderovými stereotypy již od narození. Vysokou důležitost přikládá nevědomému uvědomění si sebe sama a svého pohlaví a toto uvědomění následně formuje náš budoucí život jako muže a ženy. Autorka uvádí mnoho příkladů nerovnosti mezi pohlavími.